# Alegeri în Japonia
Japonia a avut un sistem de alegeri naționale începând cu promulgarea Constituției Imperiului Japonez din februarie 1889. Dreptul de vot, care la început îl avea doar un număr mic de bărbați, a fost extins treptat, culminând în dreptul universal la vot care s-a instituit la scurtă vreme după terminarea celui de al Doilea Război Mondial.
Sistemul politic japonez are trei tipuri de alegeri: 
- alegeri generale pentru Shūgi-in („Camera Reprezentanților”), care au loc o dată la patru ani (dacă nu este dizolvată mai devreme);
- alegeri pentru Sangi-in („Camera Consilierilor”, Senatul), care au loc o dată la trei ani alegându-se jumătate din membri;
- alegeri locale care au loc o dată la patru ani, pentru primării de orașe și sate.

Alegerile sunt supravegheate de comisii la fiecare nivel administrativ subordonate „Biroului Electoral Central” și „Ministerului Afacerilor Interne și al Comunicațiilor”. Vârsta minimă pentru a putea vota este de douăzeci de ani, iar persoanele care votează trebuie să aibă minimul de trei luni reședință în localitatea unde vor să voteze. Candidații trebuie să aibă vârsta minimă de douăzeci și cinci de ani pentru „Camera Reprezentaților” și în alegeri locale, și treizeci de ani pentru „Camera Consilierilor” și în alegeri pentru funcția de guvernator prefectoral. Fiecare candidat uninominal trebuie să plătească un depozit de 3 milioane de yeni (ca. 3.000 de dolari) iar cei care candidează de pe liste cu reprezentare proporțională trebuie să plătească un depozit de 6 milioane de yeni (ca. 6.000 de dolari).

## Alegeri naționale
Dieta Japoniei este bicamerală. Camera Reprezentanților numără 480 de membri, care sunt aleși pe termen de patru ani, 300 membri aleși uninominal, iar 180 membri aleși proporțional în 11 districte. Astfel, alegătorii dau două voturi: unul unui candidat anume, și unul unui partid anume, fiecare partid având o listă de candidați pentru fiecare district. Adunările legislative locale Constituenții locali sunt deciși prin pluralitate, iar locurile din comune sun date proporțional partidelor in funcție de numărul de voturi, care apoi își numesc candidații. De cele mai multe ori partidele dă locul din comună candidaților ce nu au avut succes.
Camera Consilierilor are 242 de membri aleși pe termen de   șase ani, 146 de membrii în prefecturi și 96 la nivel național.
Pentru multă vreme Japonia a avut doar un singur partid până in anul 1993 și anume Partidul Liberal Democrat. La alegerile din 2009 câștigător a fost Partidul Democrat din Japonia, fiind pentru prima dată când Partidul Liberal Democrat a pierdut alegerile.
Conform unui sondaj efectuat de către ziarul „Yomiuri Shimbun” în aprilie 2010, aproape jumătate din alegătorii japonezi au spus că nu susțin nici un partid datorită ineficienței partidelor.

## Împărțirea voturilor
În anii 1980, repartizarea circumscripțiilor electorale reflecta încă distribuția populației în anii de după al Doilea Război Mondial, când doar o treime din oameni trăiau în zonele urbane și două treimi trăiau în zonele rurale. În următorii patruzeci și cinci ani, populația a devenit mai mult de trei sferturi urbană, pentru că oamenii au plecat din sate să caute lucru în Tōkyō și în alte orașe mari. În 1964 s-au adăugat 5 zone urbane alegerilor pentru Camera Reprezentanților, mărind numărul reprezentanților cu 19; în 1975, s-au adăugat alte 6 zone urbane, cu un total de douăzeci de noi reprezentanți. 
La începutul anilor 1980, numărul de voturi necesare pentru alegerea unui reprezentant din zonele urbane era de cinci ori mai mare decât pentru un reprezentant din zonele rurale. Și în Camera Consilierilor situația era la fel. Curtea Supremă a decis în mai multe rânduri că acest dezechilibru încalcă  principiul constituțional “o persoană-un vot”. Curtea Supremă, în 1986, a decis adăugarea de opt reprezentanți ai unor districte urbane și eliminarea a șapte districte din mediul rural. Cu toate acestea, inegalitatea între voturile urbane și cele rurale a rămas de 3 la 1 (3 voturi din zonele urbane au aceeași valoare ca un vot din zonele rurale). 
După schimbarea din anul 1986, numărul mediu de persoane pentru fiecare reprezentant al Cameri Reprezentanților era de 236.424. Cu toate acestea, cifra a variat între 427.761 persoane pe reprezentant în al patrulea district al prefecturii Kanagawa (unde este marele oraș Yokohama), și 142.932 persoane în al treilea district din prefectura Nagano, o zonă rurală. Guvernul condus de prim-ministrul Morihiro Hosokawa a introdus unui nou sistem electoral în 1993, prin care 200 de membri (reduși la 180 incepând cu alegerile din 2000) sunt aleși prin reprezentare proporțională în circumscripțiile plurinominale sau „zone”, în timp ce 300 sunt aleși prin vot uninominal. 
Totuși, în 2007, Curtea Supremă a decis că alegerile au fost constituționale.

## Alegeri locale
Consiliile prefectorale și guvernatorii, precum și primarii sunt aleși pentru un mandat de patru ani. Multe dintre aceste alegeri au loc în același timp în „alegeri locale unificate” (tōitsu chihō senkyo). În alegerile locale unificate din 6 aprilie 2007, s-a votat pentru 13 guvernatori, 44 consilii prefectorale și primari în mai mult de 1000 de municipii, sectoare speciale, orașe și sate.

## Buletine de vot și votul electronic
În alegerile naționale și locale votarea se petrece prin scrierea numelui candidatului sau partidului pe un buletin curat de vot. La alegerile pentru Camera Reprezentanților alegătorii completează două buletine de vot, unul cu numele candidatului preferat din districtul respectiv și altul cu denumirea partidului preferat. La alegerile pentru Camera Consilierilor, votarea pe districte se petrece în mod asemănător (în districte cu mai mulți membri, mai mulți candidați pot fi aleși, dar fiecare alegător are un singur vot), iar în votarea proporțională se poate vota fie pentru un partid (pentru a determina câte locuri primește un partid), fie pentru un candidat (candidații sunt aleși de pe lista unui partid).
Buletinele ambigue (care nu pot fi cu siguranță atribuite unui candidat) de vot nu sunt considerate incorecte, ci sunt alocate tuturor candidaților potențiali, proporțional cu numărul de voturi clar atribuite candidaților respectivi. Aceste așa-numitele „voturi proporționale fracționate” (按分票 ambunhyō?) sunt rotunjite până la miimi (a treia cifră după virgula).
În 2002, permiterea votului electronic a permis introducerea de mașini electronice de vot la alegerile locale. Prima votare electronică a avut loc în Niimi (prefectura Okayama) în iunie 2002. În 2003 a fost introdus un sistem de vot anticipat (期日前投票制度 Kijitsu-mae tōhyō seido?). La alegerile generale japoneze din 2009, anticipat a votat un număr record de peste 10 milioane de japonezi.

## Campaniile electorale
Conform legii, în cazul alegerilor pentru Camera Reprezentanților perioada este de cel puțin 12 zile, după cum decide guvernul (practic este de fiecare dată 12 zile), iar în cazul alegerilor pentru Camera Consilierilor este 17 zile.